# Asceles caecius
Asceles caecius är en insektsart som beskrevs av Chen, S.C. och Yun He He 1999. Asceles caecius ingår i släktet Asceles och familjen Diapheromeridae. Inga underarter finns listade i Catalogue of Life.